# Großer und kleiner Bruch bei Roßdorf
Der Große und kleine Bruch bei Roßdorf ist ein Naturschutzgebiet an den Gemarkungsgrenzen der kreisfreien Stadt Darmstadt, sowie Roßdorf und Ober-Ramstadt im Landkreis Darmstadt-Dieburg, Südhessen. Das Schutzgebiet wurde am 25. November 1993 ausgewiesen.

## Lage
Das Naturschutzgebiet „Großer und kleiner Bruch bei Roßdorf“ liegt im südlichen Messeler Hügelland etwa 1,3 Kilometer westlich vom Ortsrand von Roßdorf. Es zieht sich am „Bach vom Diebsbrunnen“, einem der Quellbäche des Ruthsenbaches, entlang nach Norden bis zur ehemaligen Bahnstrecke Darmstadt Ost–Groß-Zimmern. Seine Fläche beträgt 43,38 Hektar.

## Beschreibung
Das Schutzgebiet umfasst wechselfeuchte bis nasse Waldwiesen und Sumpfbereiche, naturnah entwickelte Gewässer sowie die umgebenden Mischwaldbestände. Diese Flächen sollen wegen ihrer Bedeutung für den Naturhaushalt, für den Biotop- und Artenschutz und für das Landschaftsbild erhalten werden. Auf dem Areal kommen zahlreiche seltene und in ihrem Bestand gefährdete Tier- und Pflanzenarten vor, die nachhaltig zu fördern sind.
Der im Norden gelegene Fischweiher „Ludwigsteich“ liegt außerhalb des eigentlichen Schutzgebietes. Im Osten und Süden umgibt das Natura2000-Gebiet „Wald und Magerrasen bei Roßdorf“ (FFH-Gebiet 6118-305) mit seinen Waldbeständen das Naturschutzgebiet.

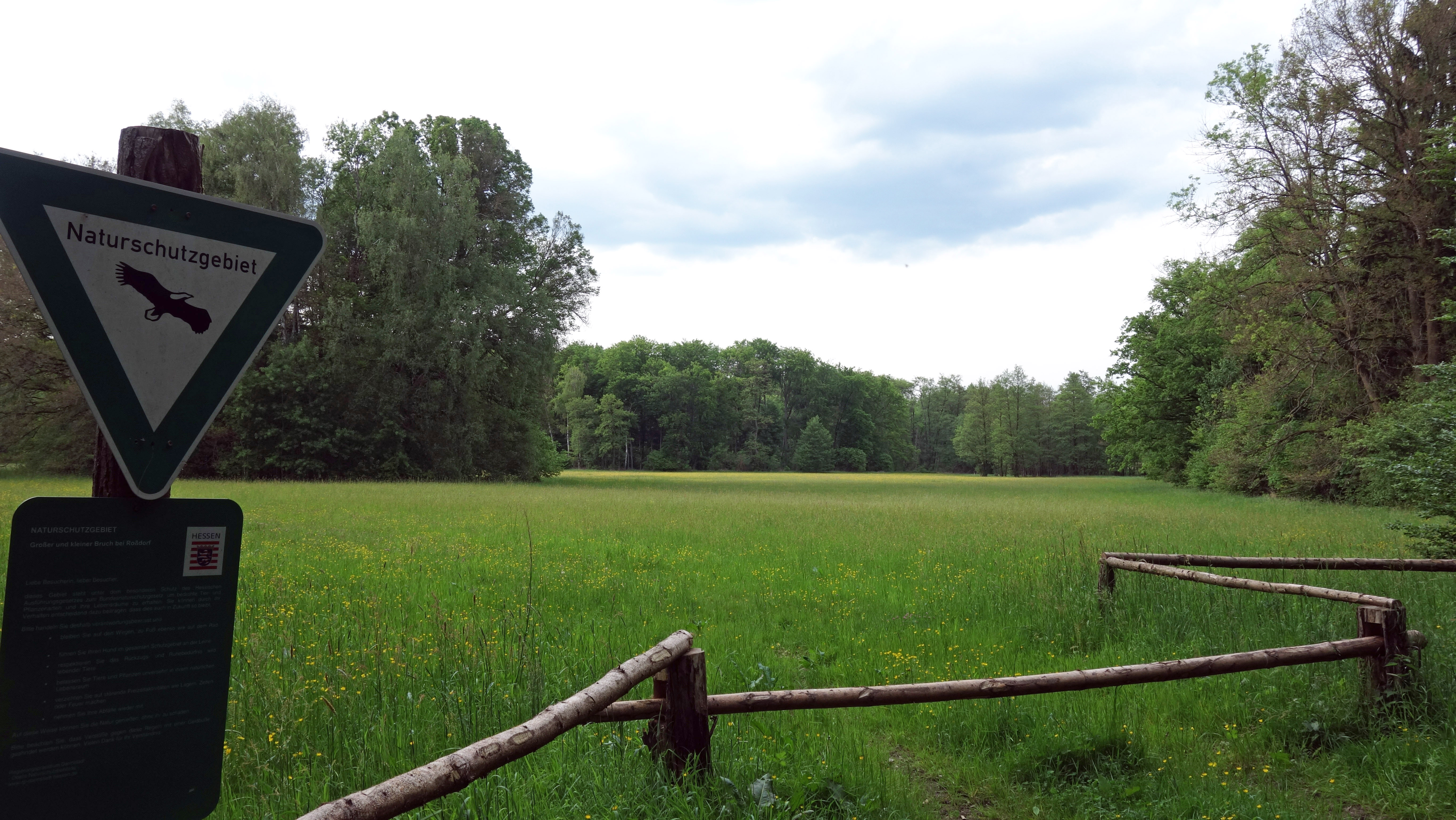
Blick vom südlichen Rand des NSG nach Norden
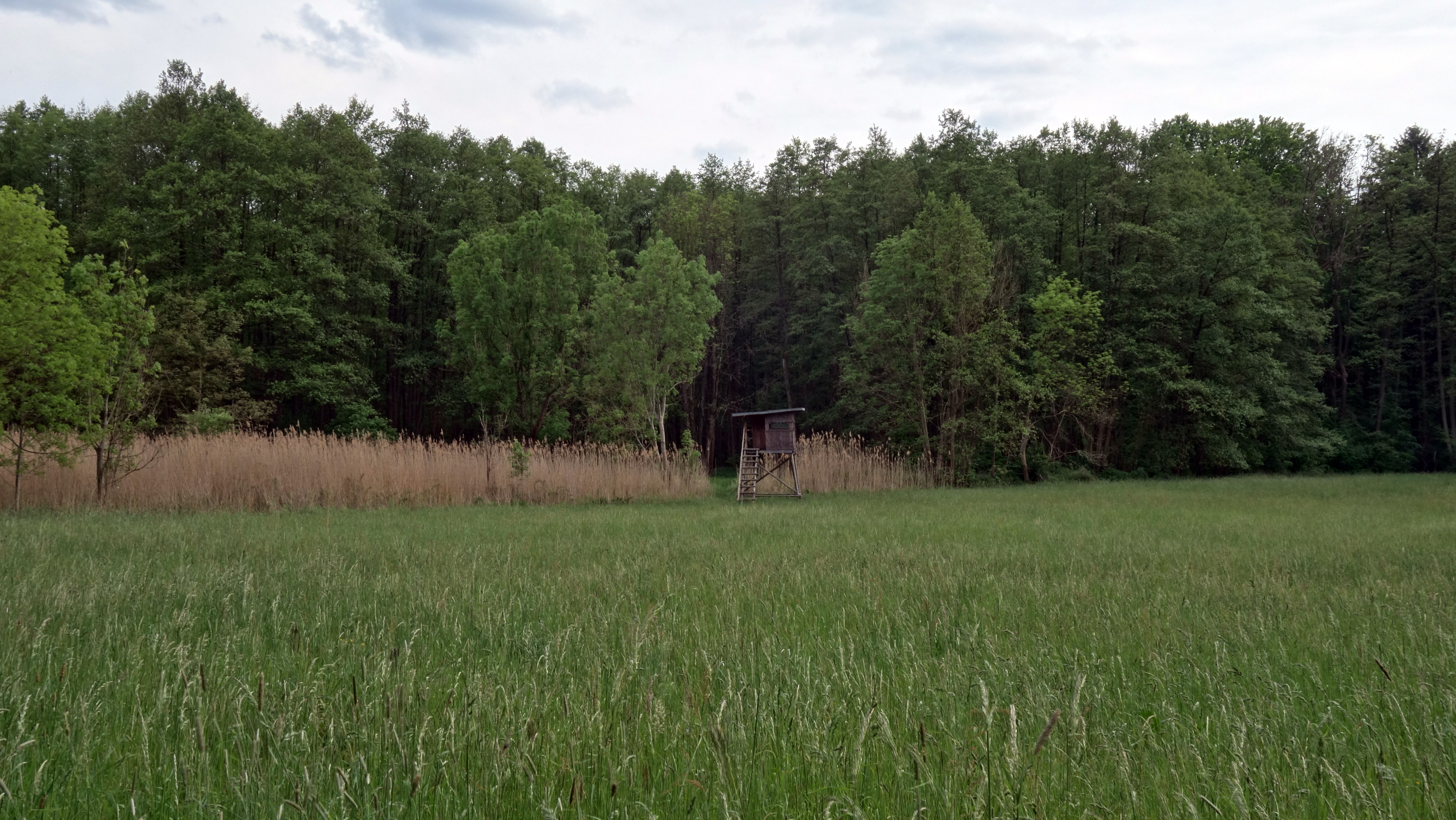
Südrand mit Jägerstand
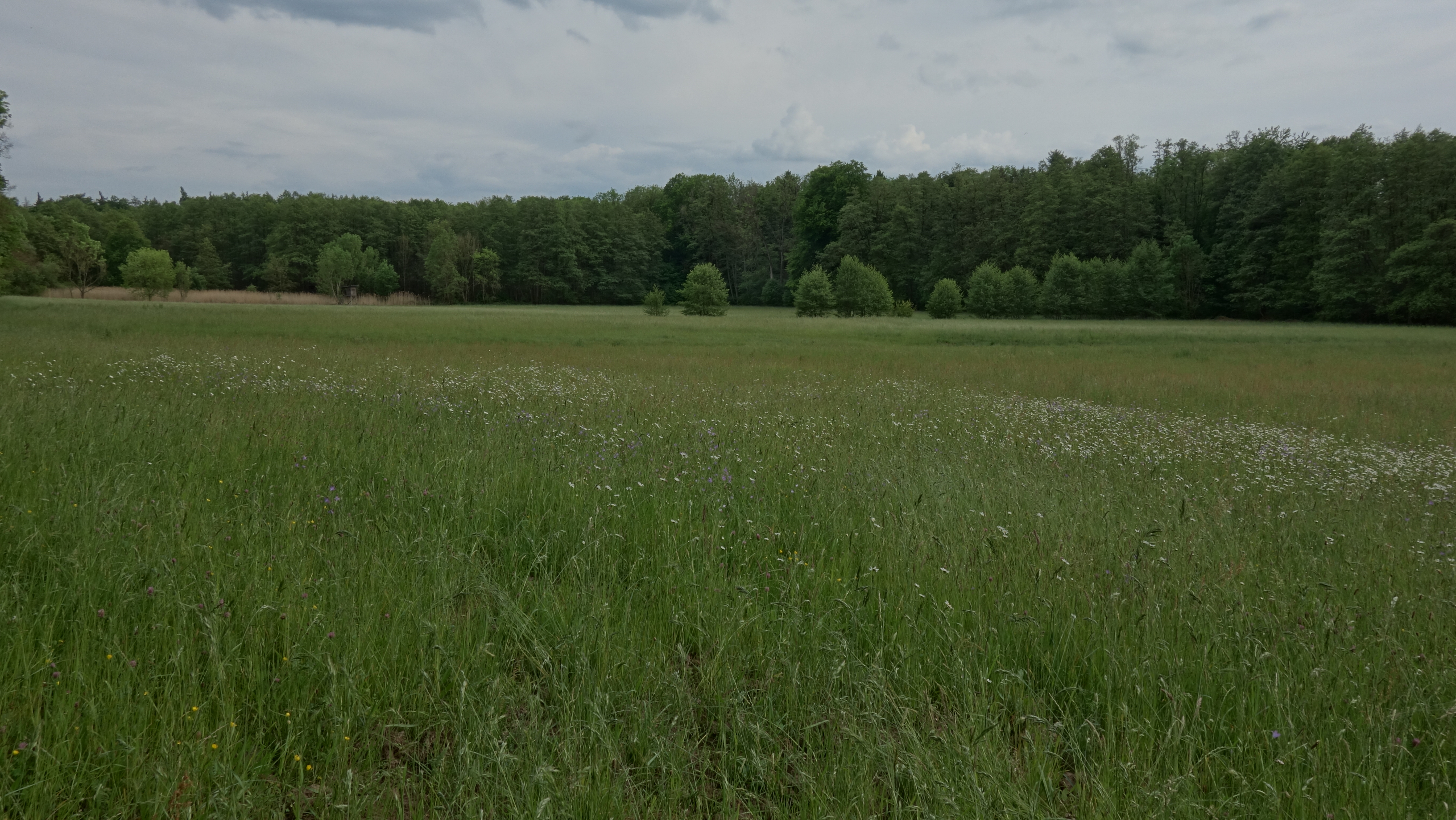
Blick von Nordrand nach Süden
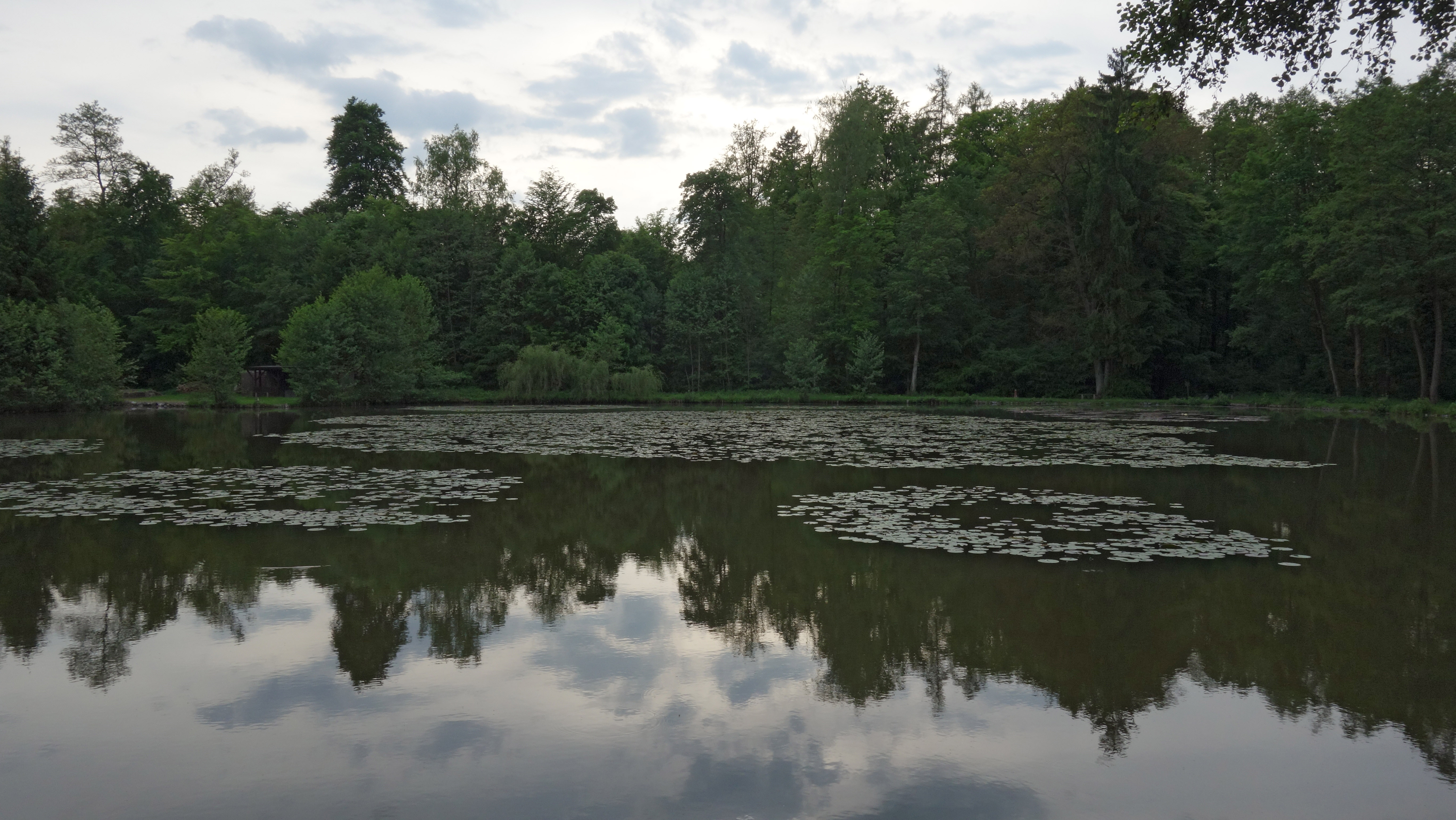
Ludwigsteich am Nordrand
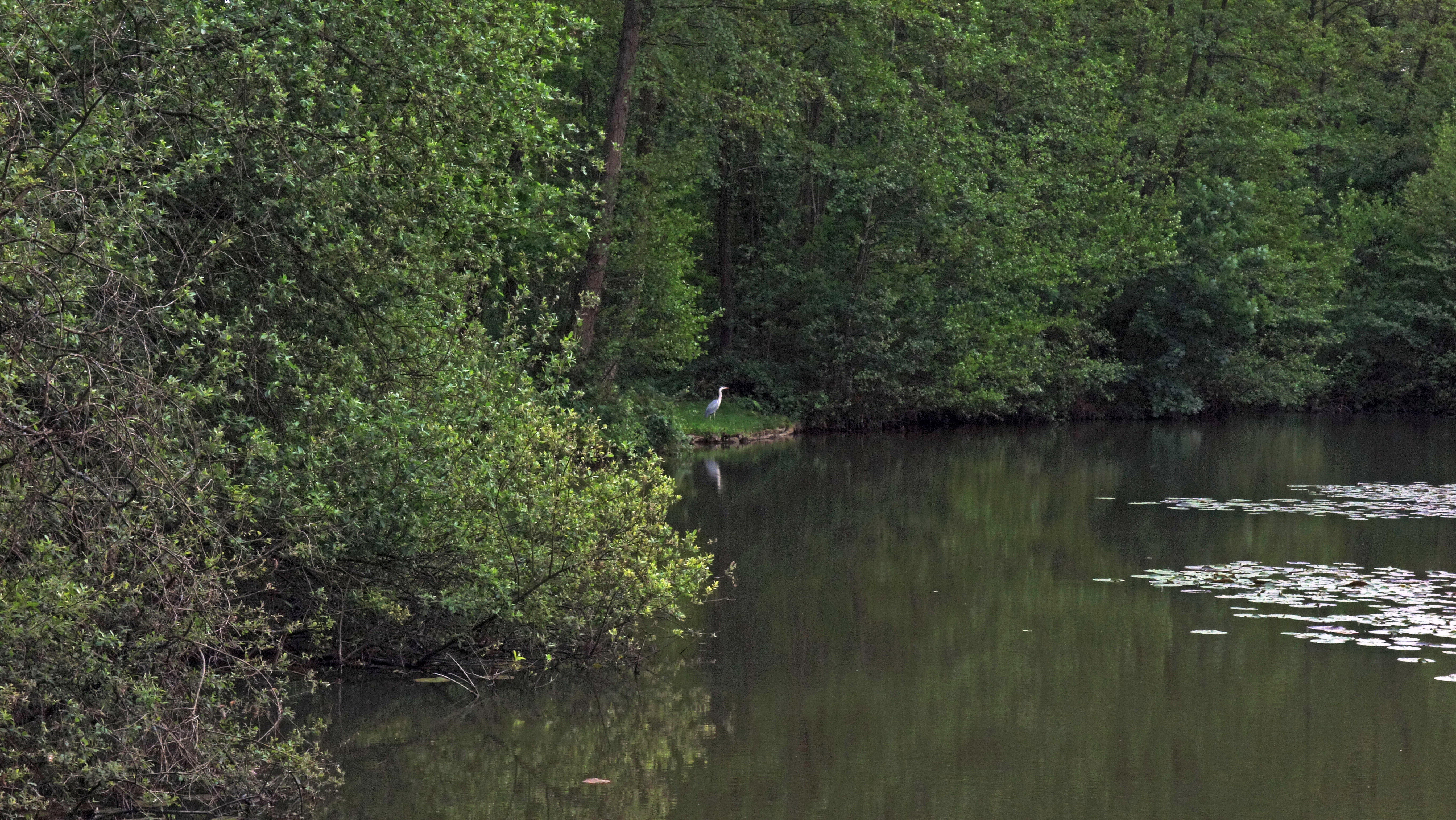
Ludwigsteich mit Graureiher

- siehe auch Liste der Naturschutzgebiete im Landkreis Darmstadt-Dieburg
- siehe auch Liste der Naturschutzgebiete in Darmstadt